# Frank Black (album)
Frank Black è il primo album in studio da solista del musicista rock statunitense Frank Black, pubblicato nel 1993.

## Tracce
1. Los Angeles – 4:08
2. I Heard Ramona Sing – 3:40
3. Hang On to Your Ego – 3:24
4. Fu Manchu – 3:02
5. Places Named After Numbers – 2:52
6. Czar – 2:42
7. Old Black Dawning – 2:02
8. Ten Percenter – 3:28
9. Brackish Boy – 1:35
10. Two Spaces – 2:25
11. Tossed (Instrumental Version) – 4:09
12. Parry the Wind High, Low – 4:32
13. Adda Lee – 2:00
14. Every Time I Go Around Here – 3:31
15. Don't Ya Rile 'Em – 2:52

## Accoglienza
L'album ebbe buone recensioni ma scarso successo commerciale.

## Musicisti
- Frank Black - voce, chitarra
- Eric Drew Feldman - basso, tastiere, sintetizzatore
- Nick Vincent - batteria, percussioni

- Joey Santiago - chitarra
- Dave Sardy - chitarra
- John Linnell - sassofono

## Classifiche
| Classifica (1993) | Posizione raggiunta |
| ----------------- | ------------------- |
| Regno Unito       | 9                   |